# وايمو
وايمو (بالإنجليزية: Waymo)‏ هي شركة قيادة ذاتية تتبع شركة غوغل الأم ألفابت،
في ديسمبر 2016، تولت سيارة جوجل ذاتية القيادة، التي بدأتها غوغل في 2009. وستعمل الشركة الجديدة، التي يترأسها المدير التنفيذي جون كرافسيك ‏، على جعل السيارات ذاتية القيادة متاحة للجمهور في وقت قريب.
من صفحة الأسئلة الأكثر تكرارا للشركة:
سيكون لدينا الخطوة التالية هي السماح الناس محاكمة السيارات ذاتية القيادة تماما للقيام الأشياء اليومية مثل تشغيل المهمات أو تخفيف للعمل.

## وصلات خارجية
- الموقع الرسمي